# Dionizja Wawrzykowska-Wierciochowa
Dionizja (Dioniza) Wawrzykowska-Wierciochowa (ur. 22 września 1908 w Opatowcu, zm. 1997) – polska historyczka, nauczycielka, pisarka i eseistka. Zajmowała się historią kobiet polskich, w tym działaczek politycznych, społecznych i rewolucyjnych. Była autorką biografii Anny Pustowojtówny, Marii Bohuszewiczówny, Marii Mendelsonowej, Marii Wysłouchowej, Jadwigi Jahołkowskiej, Filipiny Płaskowickiej, Stefanii Sempołowskiej i wielu innych zasłużonych Polek. Opracowała i wydała Pamiętniki Marii Bohuszewiczówny.

## Życiorys
Ukończyła Wydział Historii Wyższego Kursu Nauczycielskiego w Krakowie, Studium Pracy Społeczno-Oświatowej w Warszawie oraz Wydział Pedagogiczny Wolnej Wszechnicy Polskiej w Warszawie. Jako pisarka debiutowała w 1929 roku na łamach prasy. W latach 1932–1939 pracowała w szkolnictwie. W okresie wojny działała w tajnym nauczaniu. W swoim mieszkaniu przy ul. Krechowieckiej 6 na Żoliborzu ukrywała Żydów. W 1944 roku uzyskała stopień doktora. W latach 1950–1959 pracowała ponownie w szkolnictwie. W 1978 roku otrzymała nagrodę Ministra Obrony Narodowej. 
Była autorką haseł w Polskim Słowniku Biograficznym i Słowniku biograficznym działaczy polskiego ruchu robotniczego.

## Wybrana twórczość
- Mazurek Dąbrowskiego. Dzieje polskiego hymnu narodowego
- Maria Bohuszewiczówna
- Muza Słowackiego i Chopina: Opowieść biograficzna o Marii Wodzińskiej
- Najdziwniejszy z adiutantów. Opowieść o Annie Henryce Pustowójtównie
- Naprzód Warszawa!
- Promienna. Opowieść biograficzna o Klaudynie z Działyńskich Potockiej
- Sercem i orężem ojczyźnie służyły. Emilia Plater i inne uczestniczki powstania listopadowego 1830-1831
- Wysłouchowa. Opowieść biograficzna
- Z orlego gniazda
- Z umiłowania. opowieść biograficzna o Wandzie z Wolskich Umińskiej
- Od prządki do astronautki[5]

## Wybrane publikacje historyczne
- Z dziejów kobiety wiejskiej, Warszawa 1961.

## Odznaczenia i nagrody
- Krzyż Komandorski Orderu Odrodzenia Polski (1960)[6]
- Nagroda im. Ludwika Waryńskiego (1988) za książkę „Nie po kwiatach los je prowadził. Kobiety polskie w ruchu rewolucjnym” (Wydawnictwo „Iskry”, 1987)[7]